# 네루네루네루네

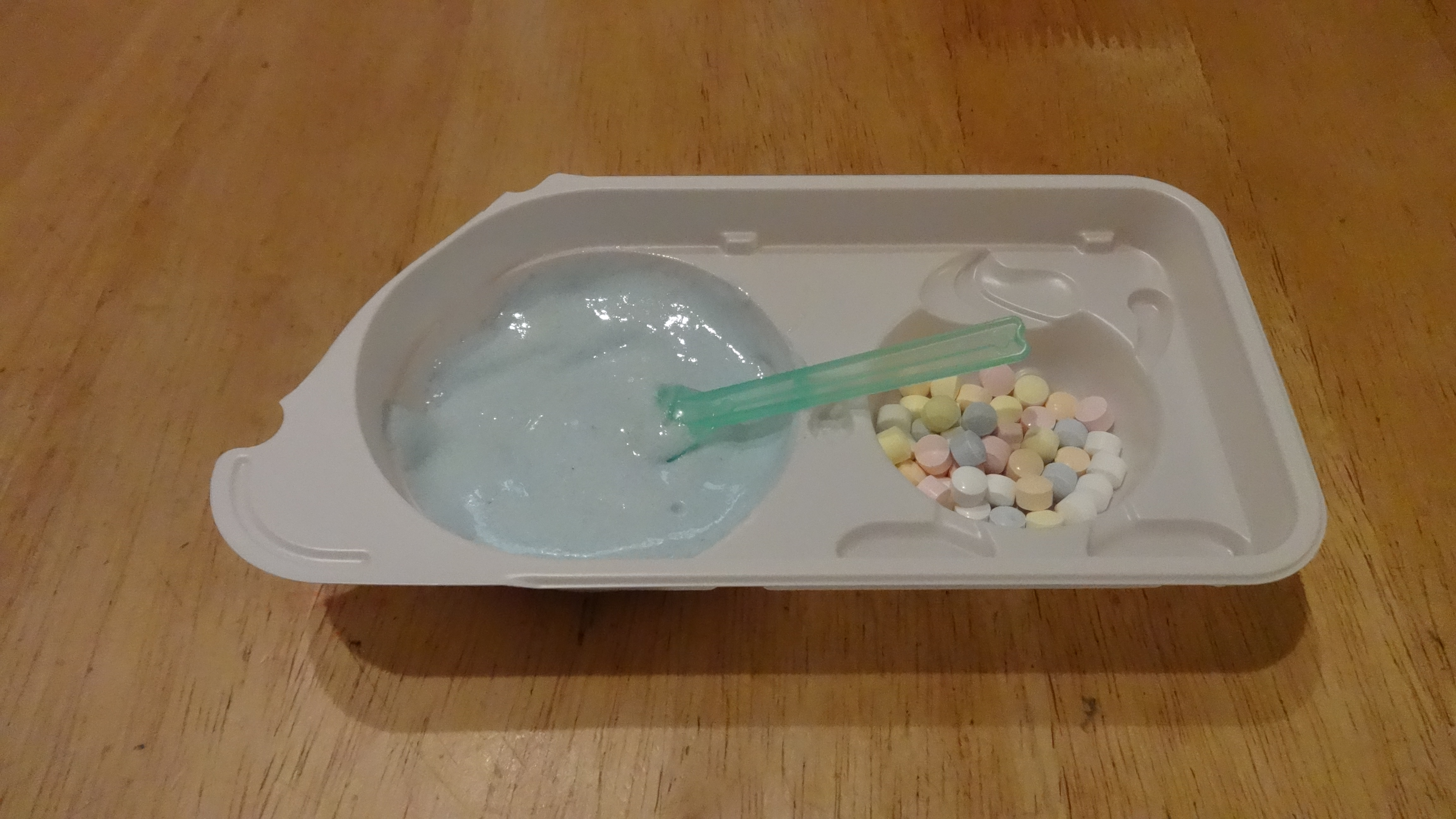
소다맛 네루네루네루네

네루네루네루네(일본어: ねるねるねるね)는 크라시에푸즈가 생산 중인 일본의 과자이다. 1986년에 처음 출시되었으며 취식자가 동봉된 가루를 섞어 첨부된 사탕 가루를 찍어 먹는 방법으로 섭취한다.

## 같이 보기
- 시트르산
- 탄산수소 나트륨